# Imigração brasileira nos Emirados Árabes Unidos
Os brasileiros nos Emirados Árabes Unidos são a segunda maior comunidade de brasileiros no Oriente Médio (depois do Líbano) e são principalmente os expatriados e jogadores de futebol profissionais. Em 2002, foram relatados cerca de 235 brasileiros que estão vivendo no país (Abu Dhabi e Dubai). Estes números aumentaram dez vezes, com dados divulgados pela embaixada do Brasil em Abu Dhabi colocando esse número no ano de 2010 em cerca de 2 mil pessoas. A maioria dos imigrantes são pilotos, comissários de bordo e técnicos que trabalham com as duas principais companhias aéreas do país, Emirates e Etihad; somente na companhia aérea Emirates, há mais de 100 pilotos brasileiros e 600 comissários de bordo. O Brasil também tem uma grande presença comercial nos Emirados Árabes Unidos, com escritórios de representação estabelecidos para várias empresas de construção, exportadores e bancos. Os jogadores de futebol brasileiros estão no topo da lista de estrangeiros que jogam no campeonato de futebol dos Emirados Árabes Unidos. Os Emirados Árabes Unidos continua sendo um destino de turismo popular para muitos brasileiros e lá estão as ligações aéreas entre os dois países.